# Porto Baratti

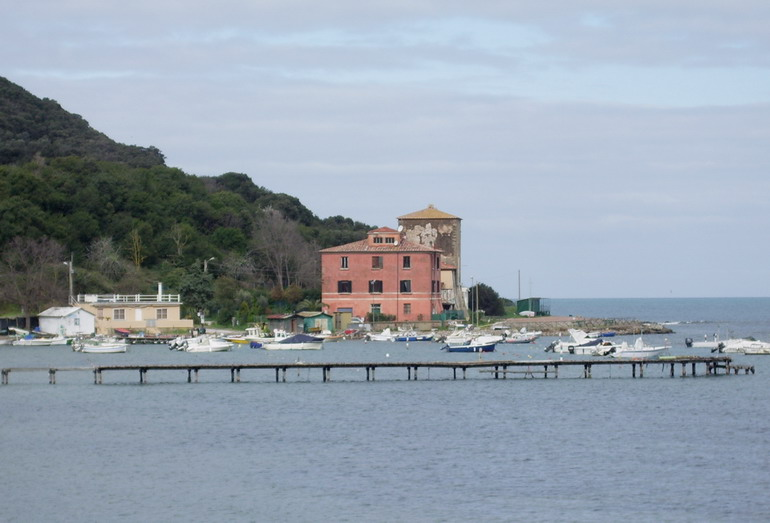
Porto Baratti - Vue générale

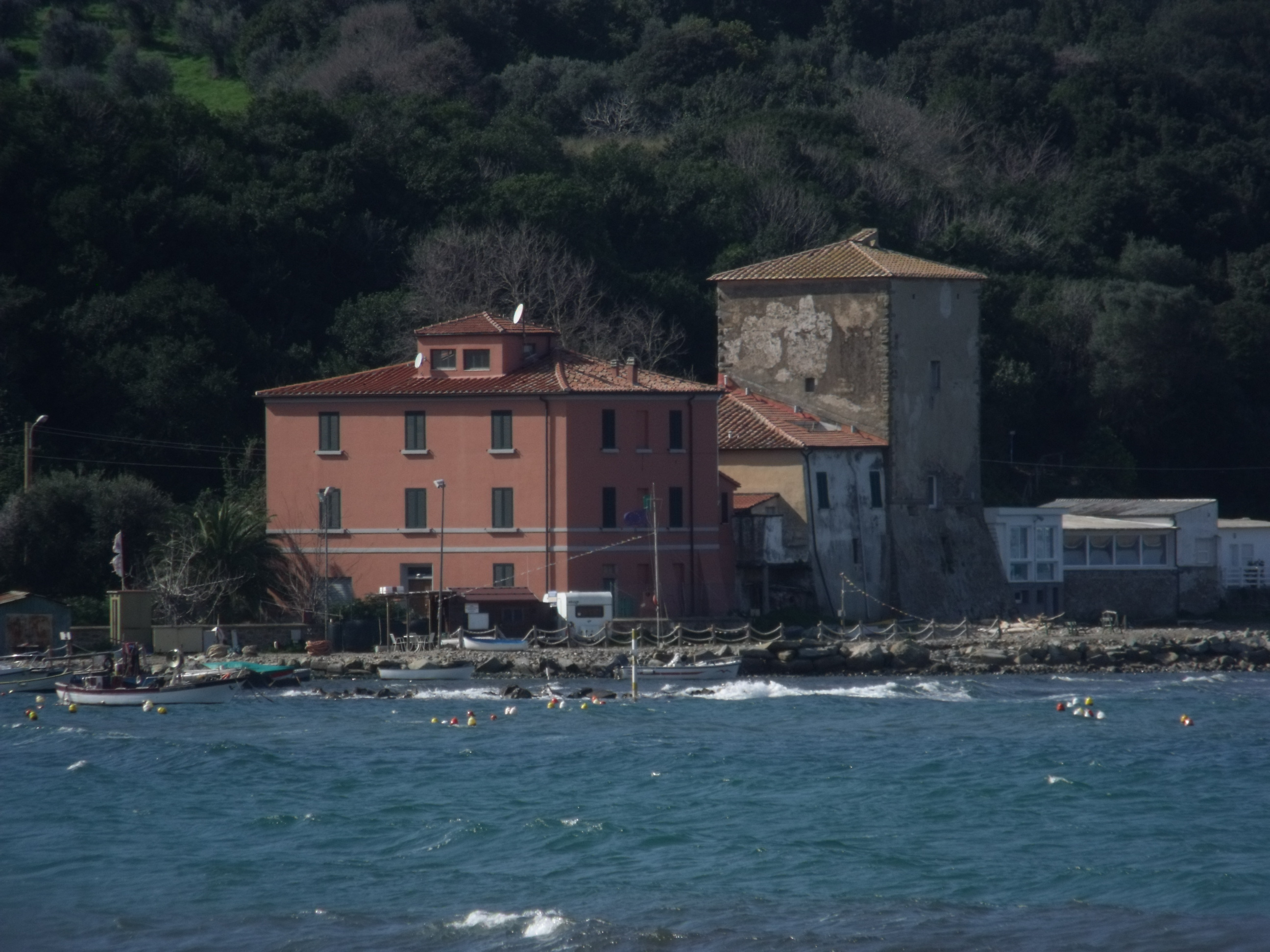
Détail de la tour du port

Porto Baratti est un petit port italien de plaisance en Toscane au sud de Livourne sur la commune de Piombino. Ce port se situe sur une baie naturelle, exposée au nord et abritée de la houle dominante. 